# Bjørg Andersen
Bjørg Andersen (født 1942) er en norsk håndboldspiller, som har spillet for klubberne Skjeberg IF, Østsiden IL og Lisleby FK. Hun spillede 143 kampe på norges håndboldlandshold fra 1960 til 1977. Hun deltog under VM i 1971, 1973 og 1975.
Hun er mor til fodboldtræneren Jørn Andersen og bedstemor til Werder Bremen-spilleren Niklas Andersen.